# 4719 Burnaby
4719 Burnaby eller 1990 WT2 är en asteroid i huvudbältet som upptäcktes den 21 november 1990 av de båda japanska astronomerna Seiji Ueda och Hiroshi Kaneda i Kushiro. Den är uppkallad efter den kanadensiska staden Burnaby.
Asteroiden har en diameter på ungefär 10 kilometer.